# پایگاه هوایی پسکوو
پایگاه هوایی پسکوو (به انگلیسی: Naval Air Station Pasco) یک فرودگاه نظامی است . این فرودگاه در کشور ایالات متحده آمریکا قرار دارد و در ارتفاع ۱۲۴٫۱ متری از سطح دریا واقع شده‌است.